# Las Veguillas
Las Veguillas település Spanyolországban, Salamanca tartományban. Las Veguillas Narros de Matalayegua, Vecinos, San Pedro de Rozados és Membribe de la Sierra községekkel határos. Lakosainak száma 275 fő (2024).

## Népesség
A település népessége az elmúlt években az alábbi módon változott:
| Lakosok száma | 298  | 305  | 289  | 289  | 288  | 286  | 295  | 281  | 278  | 275  |
|               | 2001 | 2004 | 2007 | 2009 | 2012 | 2014 | 2017 | 2019 | 2022 | 2024 |